# Tiếng Slav Giáo hội cổ
Tiếng Slav Giáo hội cổ (còn được rút gọn thành OCS, từ tên tiếng Anh Old Church Slavonic, trong tiếng Slav Giáo hội cổ: словѣ́ньскъ ѩꙁꙑ́къ, slověnĭskŭ językŭ), là ngôn ngữ Slav đầu tiên có nền văn học. Các thánh Kyrillô và Mêthôđiô (những nhà truyền giáo thể kỷ 9) của Byzantine được xem là những người đầu tiên chuẩn hóa tiếng Slav Giáo hội cổ và đã dịch Kinh Thánh, cũng như các văn bản tiếng tiếng Hy Lạp cổ, ra ngôn ngữ này, như một phần của quá trình Kitô giáo hóa người Slav. Nó có lẽ chủ yếu dựa trên phương ngữ của người Slav Byzantine sống tại Thessalonica (nay là Hy Lạp). Tiếng Slav Giáo hội cổ có vai trò quan trọng trong lịch sử ngôn ngữ Slav, và là cơ sở và kiểu mẫu cho tiếng Slav Giáo hội mà một vài nhà thờ Chính thống giáo Đông phương và Công giáo Đông phương vẫn dùng như một ngôn ngữ nghi thức cho tới ngày nay. Vì là ngôn ngữ Slav cổ nhất được ghi nhận, tiếng Slav Giáo hội cổ cho thấy những đặc điểm quan trọng của ngôn ngữ Slav nguyên thủy, tổ tiên chung của tất cả ngôn ngữ Slav.

## Lịch sử

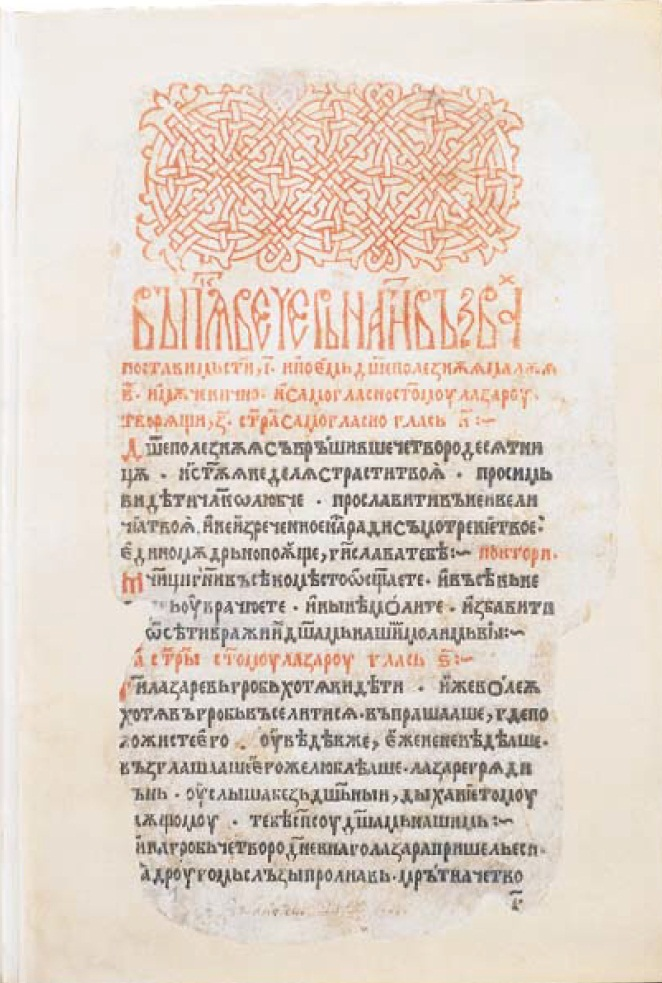
Trong trang từ Triod' cvetnaja (1491), thư viện quốc gia Ba Lan, một trong những quyển sách Byzantine-Slav cổ nhất.

Tiếng Slav Giáo hội cổ được chuẩn hóa trong quá trình truyền giáo. Vì mục đích này, Kyrillô và Mêthôđiô (Cyril và Methodius) bắt đầu dịch những tác phẩm văn học tôn giáo ra OCS, có lẽ dựa trên những phương ngữ Slav được nói tại quê hương của họ, Thessalonica, nay là Thessaloniki, Hy Lạp.
Năm 885, để phổ biến tiếng Latinh, việc sử dụng tiếng Slav Giáo hội cổ tại Đại Moravia bị cấm đoán bởi Giáo hoàng Stêphanô V. Học trò của Kyrillô và Mêthôđiô bị trục xuất khỏi Đại Moravia năm 886, họ mang bảng chữ cái Glagolit và tiếng Slav Giáo hội cổ tới Đế quốc Bulgaria thứ nhất. Tại đây, ngôn ngữ này được giảng dạy tại hai trường văn học: trường văn học Preslav và trường văn học Ohrid. Bảng chữ cái Glagolit ban đầu được sử dụng ở cả hai trường, dù việc dùng bảng chữ cái Kirin, mà sẽ thay thế Glagolit, cũng bắt đầu sớm tại trường văn học Preslav. Tiếng Slav Giáo hội cổ lan rộng ra những vùng người Slav khác ở Đông và Đông Nam Âu, đáng chú ý nhất là Bosnia và Herzegovina, Croatia, Serbia, Bohemia, Tiểu Ba Lan, và các công quốc Rus Kiev. Sau đó, tiếng Slav Giáo hội cổ tại mỗi vùng bắt đầu xuất hiện những đặc điểm của ngôn ngữ Slav địa phương tại vùng đó, và tới thế kỷ 11, tiếng Slav Giáo hội cổ phát triển thành nhiều dạng khác nhau. Những dạng này được gọi chung là tiếng Slav Giáo hội.
| Bảng Unicode Glagolit Official Unicode Consortium code chart: Glagolitic Version 13.0 |   |   |   |   |   |   |   |   |   |   |   |   |   |   |   |   |
|                                                                                       | 0 | 1 | 2 | 3 | 4 | 5 | 6 | 7 | 8 | 9 | A | B | C | D | E | F |
| U+2C0x                                                                                | Ⰰ | Ⰱ | Ⰲ | Ⰳ | Ⰴ | Ⰵ | Ⰶ | Ⰷ | Ⰸ | Ⰹ | Ⰺ | Ⰻ | Ⰼ | Ⰽ | Ⰾ | Ⰿ |
| U+2C1x                                                                                | Ⱀ | Ⱁ | Ⱂ | Ⱃ | Ⱄ | Ⱅ | Ⱆ | Ⱇ | Ⱈ | Ⱉ | Ⱊ | Ⱋ | Ⱌ | Ⱍ | Ⱎ | Ⱏ |
| U+2C2x                                                                                | Ⱐ | Ⱑ | Ⱒ | Ⱓ | Ⱔ | Ⱕ | Ⱖ | Ⱗ | Ⱘ | Ⱙ | Ⱚ | Ⱛ | Ⱜ | Ⱝ | Ⱞ |   |
| U+2C3x                                                                                | ⰰ | ⰱ | ⰲ | ⰳ | ⰴ | ⰵ | ⰶ | ⰷ | ⰸ | ⰹ | ⰺ | ⰻ | ⰼ | ⰽ | ⰾ | ⰿ |
| U+2C4x                                                                                | ⱀ | ⱁ | ⱂ | ⱃ | ⱄ | ⱅ | ⱆ | ⱇ | ⱈ | ⱉ | ⱊ | ⱋ | ⱌ | ⱍ | ⱎ | ⱏ |
| U+2C5x                                                                                | ⱐ | ⱑ | ⱒ | ⱓ | ⱔ | ⱕ | ⱖ | ⱗ | ⱘ | ⱙ | ⱚ | ⱛ | ⱜ | ⱝ | ⱞ |   |
| Glagolit bổ trợ (Official Unicode Consortium code chart: Glagolitic Supplement)       |   |   |   |   |   |   |   |   |   |   |   |   |   |   |   |   |
| U+1E00x                                                                               | 𞀀  | 𞀁  | 𞀂  | 𞀃  | 𞀄  | 𞀅  | 𞀆  |   | 𞀈  | 𞀉  | 𞀊  | 𞀋  | 𞀌  | 𞀍  | 𞀎  | 𞀏  |
| U+1E01x                                                                               | 𞀐  | 𞀑  | 𞀒  | 𞀓  | 𞀔  | 𞀕  | 𞀖  | 𞀗  | 𞀘  |   |   | 𞀛  | 𞀜  | 𞀝  | 𞀞  | 𞀟  |
| U+1E02x                                                                               | 𞀠  | 𞀡  |   | 𞀣  | 𞀤  |   | 𞀦  | 𞀧  | 𞀨  | 𞀩  | 𞀪  |   |   |   |   |   |